# اهتلار، اماسرا
اهتلار، اماسرا (به لاتین: Ahatlar, Amasra) یک منطقهٔ مسکونی در ترکیه است که در استان بارتین واقع شده‌است.

## خصوصیات
اهتلار ۳۱۵ نفر جمعیت دارد.